# Karol Mészáros
Karol Mészáros (Galanta, Eslovaquia, 25 de julio de 1993) es un futbolista eslovaco que juega como centrocampista en el Slovan Liberec en la Fortuna Liga.

## Carrera
Mészáros comenzó su carrera en Senec. Luego de un tiempo fichó por el Slovan Bratislava. Hizo su debut en un amistoso de pretemporada contra el Pezinok, sustituyendo a Juraj Halenár. La temporada de la liga comenzó bien para Mészáros , lo que hizo un debut con una espléndida asistencia para Ondřej Smetana, abriendo el marcador en la victoria por 3-1 en casa ante el DAC 1904. El 11 de marzo de 2012 marcó su primer gol con el club en la victoria por 1-0 ante el Košice.
En enero de 2013 Mészáros es cedido al FC ViOn.

## Clubes
| Club                   | País            | Temporada     |
| ---------------------- | --------------- | ------------- |
| Slovan Bratislava      | Eslovaquia      | 2012 - 2015   |
| Zlaté Moravce (cedido) | Eslovaquia      | 2013          |
| Puskás AFC             | Hungría         | 2016          |
| Debreceni VSC          | Hungría         | 2016 - 2018   |
| Haladás (cedido)       | Hungría         | 2017          |
| Haladás                | Hungría         | 2018 - 2019   |
| Újpest FC              | Hungría         | 2019-2020     |
| České Budějovice       | República Checa | 2020-2021     |
| Slovan Liberec         | República Checa | 2021-presente |